# Bistum Potosí
Das Bistum Potosí (lateinisch Dioecesis Potosiensis in Bolivia, spanisch Diócesis de Potosí) ist eine in Bolivien gelegene römisch-katholische Diözese mit Sitz in Potosí.

## Geschichte
Das Bistum Potosí wurde am 11. November 1924 durch Papst Pius XI. mit der Apostolischen Konstitution Praedecessoribus Nostris aus Gebietsabtretungen des Erzbistums La Plata o Charcas errichtet. Es ist dem Erzbistum Sucre als Suffraganbistum unterstellt.

## Bischöfe von Potosí
- Cleto Loayza Gumiel, 15. November 1924 – 30. Dezember 1968
- Bernardo Fey Schneider CSsR, 30. Dezember 1968 – 21. Mai 1983
- Edmundo Luis Flavio Abastoflor Montero, 6. Oktober 1984 – 31. Juli 1996, dann Erzbischof von La Paz
- Walter Pérez Villamonte, 7. März 1998 – 25. November 2009
- Ricardo Ernesto Centellas Guzmán, 25. November 2009 – 11. Februar 2020, dann Erzbischof von Sucre
- Nicolás Renán Aguilera Arroyo, seit 28. Oktober 2020